# Panel obywatelski
Panel obywatelski – losowo wyłoniona grupa osób, której rolą jest rozstrzygnięcie danej sprawy na poziomie lokalnym, krajowym lub międzynarodowym, z perspektywy dobra wspólnego danej społeczności. Skład panelu obywatelskiego jest losowany z uwzględnieniem kryteriów demograficznych, takich jak wiek, płeć, miejsce zamieszkania i poziom wykształcenia. Założeniem panelu obywatelskiego jest podejmowanie decyzji w oparciu o jak najpełniejszą wiedzę oraz po zapoznaniu się ze stanowiskami wszystkich zainteresowanych tematem stron. Jednym z podstawowych elementów panelu obywatelskiego jest deliberacja, czyli dyskusja na temat aspektów danej sprawy w gronie panelistów, rozważanie różnych rozwiązań, racji, stanowisk za i przeciw. Panel obywatelski jest formą demokracji deliberacyjnej.

## Standardy panelu obywatelskiego
Organizacja prawidłowo przeprowadzonego panelu obywatelskiego powinna spełniać następujące standardy:
1. Losowy dobór uczestników – wszystkie osoby, które wchodzą w skład panelu obywatelskiego, wyłania się w sposób losowy. Zaproszenie do udziału w panelu obywatelskim powinna móc otrzymać, potencjalnie, każda osoba, która jest uprawniona do tego, aby wziąć w nim udział.
2. Reprezentatywność panelu pod względem demograficznym – skład panelu obywatelskiego powinien w możliwie szeroki sposób odzwierciedlać strukturę demograficzną społeczności, której dotyczy temat panelu. W tym celu możliwe jest wykorzystanie zestawu kryteriów demograficznych, takich jak wiek, płeć, dzielnica lub inne. Celem jest stworzenie społeczności w małej skali, która daje odczucie, że jest „taka jak my”. Wielkość panelu powinna być na tyle duża, aby można było uwzględnić dużą różnorodność perspektyw. Dla wszystkich panelistów powinna być zapewniona dieta, której wysokość powinna co najmniej pokrywać koszty udziału w spotkaniach panelu.
3. Niezależny zespół koordynatorów – panel obywatelski prowadzi niezależny zespół koordynatorów, którego rolą jest w szczególności przygotowanie procesu losowania, ułożenie programu oraz zaproszenie ekspertów i facylitatorów. Gdy panel obywatelski jest organizowany na zamówienie samorządu lub parlamentu, istotne jest, aby żadna osoba z zespołu koordynatorów nie była pracownikiem administracji publicznej. Koordynatorzy powinni być bezstronni – nie powinni być nimi, na przykład, czynni politycy lub osoby bezpośrednio zaangażowane w dany temat.
4. Panel obywatelski ma możliwość zapraszania ekspertów – pomimo tego, że program układany jest przez zespół koordynatorów, panel obywatelski może zaprosić dodatkowych ekspertów, których może sam wybrać. Udział ekspertów może mieć formę wystąpienia na żywo, transmisji wideo, nagrania, pisemnej ekspertyzy lub inną.
5. Uwzględnienie możliwie najszerszego, od strony praktycznej, zakresu perspektyw – jeżeli w danej kwestii istnieją różnorodne rozwiązania i perspektywy, idealnie jest, gdy wszystkie są prezentowane w części edukacyjnej panelu (przez zaproszonych ekspertów). Z uwagi na ograniczony czas lub inne uwarunkowania praktyczne, można zastosować metodę łączenia perspektyw. Prezentacje eksperckie mogą mieć formę wystąpienia na żywo, transmisji wideo, nagrania, pisemnej ekspertyzy lub inną.
6. Zaproszenie wszystkich zainteresowanych stron – każda organizacja, grupa nieformalna czy instytucja, której obszar działania dotyczy tematu panelu obywatelskiego, ma prawo do osobistego przedstawienia swojej opinii. Zespół koordynatorów jedynie identyfikuje strony – nie przeprowadza ich selekcji. Z uwagi na ograniczenia czasowe lub dużą liczbę stron, możliwe jest zastosowanie procedury wyłonienia ich przedstawicieli. W takiej sytuacji uwzględnia się różnorodność perspektyw.
7. Deliberacja – rozmowy uczestników, które obejmują uważne słuchanie siebie nawzajem i rozważanie różnych opcji, to kluczowe elementy panelu obywatelskiego. Program panelu powinien obejmować zarówno dyskusje w małych grupach, jak i na forum, zapewniając możliwie największe szanse na to, aby można było się wypowiedzieć, jak również, by zostać usłyszanym. Część deliberacyjna powinna być prowadzona przez wykwalifikowanych facylitatorów.
8. Otwartość – wszyscy członkowie społeczności, której dotyczy temat panelu, powinni mieć możliwość przekazania panelowi obywatelskiemu swojego stanowiska w formie komentarza, propozycji lub sugestii.
9. Wystarczająco dużo czasu na zastanowienie się – zapewnienie wystarczająco dużo czasu na rozważenie kwestii związanych z danym tematem jest niezbędne dla podejmowania przemyślanych decyzji. O ile sprawa nie jest pilna, nie ma potrzeby, aby się śpieszyć. Panel obywatelski powinien mieć możliwość przedłużenia swoich spotkać, zarówno czasu ich trwania, jak i ich liczby, jeżeli tak postanowi (możliwe są tu pewne ograniczenia wynikające z budżetu panelu).
10. Wpływ – od samego początku powinno być jasno określone, co będzie się działo z rekomendacjami panelu. Idealnie jest, gdy rekomendacje, które otrzymały poparcie panelu na odpowiednio wysokim, ustalonym wcześniej poziomie, traktowane są jako wiążące (w zakresie, w jakim jest to zgodne z obowiązującym prawem).
11. Transparentność – wszystkie wystąpienia w części edukacyjnej powinny być transmitowane na żywo i nagrywane. Wszystkie materiały przekazywane panelowi obywatelskiemu powinny być udostępnione na stronie internetowej. Jasne informacje odnośnie do tego, jak rekomendacje panelu będą wprowadzane w życie, powinny być dostępne na stronie internetowej i aktualizowane wraz z podejmowanymi działaniami. Raport przedstawiający szczegóły metodologii zastosowanej do organizacji panelu powinien być przedstawiony przez zespół koordynatorów.
12. Promocja – panel obywatelski jest ważnym wydarzeniem w życiu danej społeczności i obywatele powinni być poinformowani, że się on odbywa. Dostępne powinny być dla nich informacje odnośnie do tego, jak można się włączyć i jak śledzić jego działalność. Informacja o tym, że będzie organizowany panel obywatelski na dany temat powinna zostać ogłoszona publicznie zanim rozpoczną się jego spotkania.

## Przykłady paneli obywatelskich w Polsce

### Gdańsk 2016: jak lepiej przygotować miasto na wystąpienie ulewnych opadów deszczu?
Tematem pierwszego panelu obywatelskiego, który został zorganizowany przez Gdańsk, było: jak lepiej przygotować Gdańsk na wystąpienie ulewnych opadów deszczu w ramach adaptacji miasta do zmian klimatu? Impulsem do przeprowadzenia go była powódź, jaka miała miejsce w lipcu 2016. W skład panelu weszły 63 osoby ze wszystkich 34 dzielnic miasta. Do rozstrzygnięcia, w ramach panelu, były trzy tematy szczegółowe: 
1. Co zrobić, żeby poprawić zatrzymywanie wody deszczowej na terenie Trójmiejskiego Parku Krajobrazowego?
2. Jaki powinien być zakres pomocy dla mieszkańców Gdańska po wystąpieniu ulewnego opadu deszczu?
3. Czy budując nowe zbiorniki retencyjne zrezygnować z częściowego wypełniania ich wodą?

Spotkania panelu trwały trzy soboty, tydzień po tygodniu, oraz w jedną niedzielę – był to dzień dodatkowy. Do udziału w panelu zostali zaproszeni eksperci z różnych miast w Polsce, nie tylko z Trójmiasta. Przyjętych zostało 18 rekomendacji, które, zgodnie z deklaracją prezydenta Pawła Adamowicza, zaczęto wdrażać w życie (nie wszystkie rekomendacje leżały w kompetencjach miasta, część dotyczyła Lasów Państwowych).
Gdy rok później, w lipcu 2017 r., w Gdańsku ponownie miał miejsce ulewny opad deszczu, miasto było lepiej przygotowane na to, by radzić sobie w takiej sytuacji, do czego mógł częściowo przyczynić się panel obywatelski.

### Gdańsk 2017: jak poprawić jakość powietrza?
Wiosną 2017 r. zorganizowany został w Gdańsku drugi panel obywatelski, którego tematem było jak poprawić jakość powietrza w zakresie ograniczenia zanieczyszczeń z domowych pieców grzewczych i lokalnych kotłowni węglowych? Temat ogólny, jakim była poprawa jakości powietrza, uznano za na tyle szeroki, że postanowiono wybrać taki jego aspekt, aby można byłoby omówić go w przeciągu kilku dni, jakie przeznaczone były na panel. W skład panelu weszło 56 osób oraz 8 osób w charakterze panelistów rezerwowych. Pierwszego dnia przedstawione zostały wyniki pomiarów jakości powietrza oraz wpływ zanieczyszczeń powietrza na zdrowie, a drugie dnia prezentowane były rozwiązana możliwe do wprowadzenia w Gdańsku. Trzeci i czwarty dzień przeznaczone były na wypracowanie rekomendacji.
Przyjętych zostało łącznie 9 rekomendacji, wszystkie one uzyskały poparcie na poziomie co najmniej 80 procent. Wśród przyjętych rekomendacji znalazło się  wprowadzenie uchwały o czystym powietrzu (uchwały antysmogowej), dotyczącej  całkowitego zakazu spalania paliw stałych po upływie 5 letniego okresu  przejściowego i natychmiastowego zakazu spalania paliw najgorszej jakości  (m.in. miału węglowego i drewna o wilgotności pow. 20%). Zakaz ten nie obejmuje palenia w kominkach najwyższej klasy z filtrami. Panel zarekomendował również opracowanie programu osłonowego, który będzie obejmował dofinansowanie w wysokości 100% kosztów wymiany pieców i rekompensaty z tytułu wzrostu kosztów ogrzewania dla osób, które kwalifikują się do otrzymania świadczeń z pomocy społecznej.

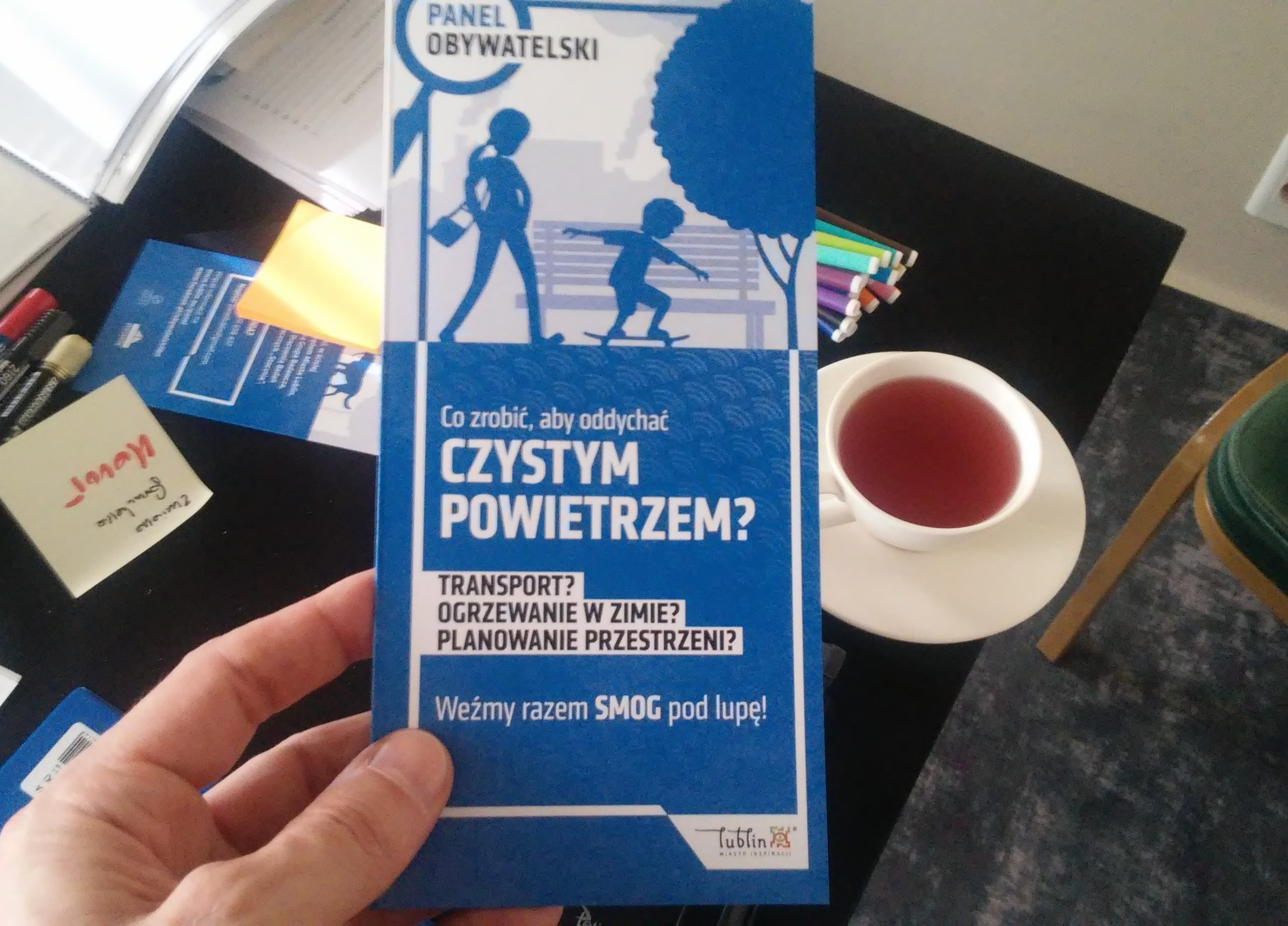
Panel obywatelski w Lublinie.

### Lublin 2018: co zrobić, aby oddychać czystym powietrzem?
Do zajęcia się tematem poprawy jakości powietrza w Lublinie zaproszona została, w ramach panelu obywatelskiego, grupa 60 mieszkańców oraz 12 osób w charakterze panelistów rezerwowych. Zakres tematyki panelu obejmował kwestie ogrzewania, transportu oraz planowania przestrzennego. Zaproszenia do udziału zostały wysłane do 12 tysięcy lublinian. Do udziału zgłosiło się 440 kobiet i 312 mężczyzn ze wszystkich dzielnic Lublina, w czterech kategoriach wiekowych. Panel spotykał się przez sześć sobót. Przez pierwsze trzy spotkania paneliści zapoznawali się z tematem, słuchając wystąpień eksperckich oraz stanowisk przedstawicieli organizacji pozarządowych. Przez trzy kolejne soboty wypracowywane były rekomendacje. Z około 250 propozycji rekomendacji 55 uzyskało poparcie na poziomie co najmniej 80 procent.

## Panel obywatelski a inne metody deliberacyjne
Za formę panelu obywatelskiego można uznać również inne procesy deliberacyjne, jakimi są: sąd obywatelski (ang. citizens' jury),  parlament obywatelski (ang. citizens' parliament), G1000 zorganizowane po raz pierwszy w Belgii w 2012 r. czy sondaż deliberacyjny (nazywany również „deliberatywnym”, ang. deliberative polling), organizowany przez Jamesa Fishkina z Uniwersytetu Stanforda. Mają one wiele cech wspólnych – ich podstawą jest losowy i reprezentatywny dobór grupy oraz deliberacja – a różnią się jedynie w szczegółach. W skład sądu obywatelskiego wchodzi mniejsza grupa osób niż w przypadku panelu (np. 15 osób), parlament obywatelski to duża grupa (np. 150 lub 250 osób), która zajmuje się tematem ogólnokrajowym, a metoda G1000 obejmuje organizację „szczytu obywatelskiego” z grupą tysiąca osób, po którym rekomendacje układane są przez mniejszy panel (w Belgii były to 32 osoby). Z kolei sondaż deliberacyjny służy pogłębionemu badaniu opinii publicznej, z reprezentatywną grupą osób, a nie podejmowaniu decyzji. Jest to ponadto metodologia zastrzeżona przez Jamesa Fishkina. 

## Inne użycie nazwy panel obywatelski
Określenie panel obywatelski bywa również stosowane w odniesieniu do badania sondażowego, z reprezentatywną grupą osób, jednak bez elementu deliberacji i wspólnych spotkań całej grupy. Przykładem jest panel obywatelski w Olsztynie.